# Кедрус Валентин Олександрович
Валенти́н Олекса́ндрович Ке́друс (З квітня 1920, Катеринослав — ?) — український вчений у галузі кібернетики, 1972 — доктор технічних наук, 1973 — професор, лауреат Державної премії УРСР 1981 року — за підручник «Основи теорії інформації та кодування» (1977) — у співавторстві з І. Кузьміним.
1944 року закінчив військово-повітряну інженерну академію імені М. Є. Жуковського.
З 1976 року викладає у Харківському інституті інженерів залізничного транспорту.
Його праці стосуються теорії автоматизованого контролю та інформації і кодування.